# اولنه-سور-ایتون
اولنه-سور-ایتون (به فرانسوی: Aulnay-sur-Iton) یکی از کمون‌های فرانسه است که در شهرستان اور در نرماندی واقع شده‌است. اولنه-سور-ایتون ۱٫۵۳ کیلومتر مربع مساحت و ۷۰۰ نفر جمعیت دارد و ۸۱ متر بالاتر از سطح دریا واقع شده‌است.